# Colipa
Colipa là một đô thị thuộc bang Veracruz, México. Năm 2005, dân số của đô thị này là 5813 người.